# チョウカイアザミ
チョウカイアザミ（鳥海薊、Cirsium chokaiense）とはキク科アザミ属の多年草。

## 分布
鳥海山特産で高山帯の草原に生える高山植物。

## 特徴
高さは50–150cm程度である。

## Status
準絶滅危惧（NT）（環境省レッドリスト）
2007年8月レッドリスト。以前の環境省レッドデータブックでは絶滅危惧II類(VU)